# Jean-Patrick Wakanumuné
Jean-Patrick Wakanumuné (13 marzo 1980) è un calciatore francese, difensore del Magenta.

## Caratteristiche tecniche
È un difensore centrale.

## Carriera

### Club
Nel 2012, dopo aver militato al Le Mons-Dore, viene acquistato dal Magenta.

### Nazionale
Ha debuttato in Nazionale il 17 luglio 2007, nell'amichevole Nuova Caledonia-Vanuatu (5-3). Ha partecipato, con la Nazionale, alla Coppa delle nazioni oceaniane 2008 e alla Coppa delle nazioni oceaniane 2012. Ha collezionato in totale, con la maglia della Nazionale, 25 presenze.